# Portland River
Der Portland River ist ein Fluss in der Region Pilbara im Nordwesten des australischen Bundesstaates Western Australia.

## Geographie
Der Fluss entspringt an den Westhängen des Mount Leal im Westteil der Chichester Range im Südwesten des Millstream-Chichester-Nationalparks. Er fließt nach Westen und mündet westlich der Gregory Gorge in den Fortescue River.

### Nebenflüsse mit Mündungshöhen
Er hat folgende Nebenflüsse:
- Withnell Creek – 271 m
- Coondinnar Creek – 257 m

### Durchflossene Seen
Er durchfließt folgende Seen:
- Thirdiwandy Pool – 255 m